# Deputati della XVI legislatura del Regno d'Italia
Questo elenco riporta i nomi dei deputati della XVI legislatura del Regno d'Italia.

## A
- Giulio Acquaviva
- Luigi Adami
- Giulio Adamoli
- Giovanni Battista Agliardi
- Francesco Alario
- Augusto Albini
- Francesco Alimena
- Michele Amadei
- Michele Amato Pojero
- Roberto Andolfato
- Giuseppe Andrea Angeloni
- Emanuele Antoci
- Pietro Antonelli
- Ottavio Anzani
- Antonio Araldi
- Edoardo Arbib
- Giorgio Arcoleo
- Valentino Armirotti
- Bernardo Arnaboldi Gazzaniga
- Giuseppe Auriti
- Carlo Aventi

## B
- Alfredo Baccarini
- Augusto Baccelli
- Guido Baccelli
- Nicola Badaloni
- Alfonso Badini Confalonieri
- Filippo Baglioni
- Pietro Baldini
- Nicola Balenzano
- Giacomo Balestra
- Giuseppe Eugenio Balsamo
- Oreste Baratieri
- Augusto Barazzuoli
- Antonio Barbieri
- Vincenzo Baroni
- Luigi Barracco
- Olinto Barsanti
- Gian Lorenzo Basetti
- Giuseppe Basini
- Giuseppe Basteris
- Michelangelo Bastogi
- Bortolo Benedini
- Giuseppe Berio
- Enrico Bertana
- Domenico Berti
- Tomaso Bertollo
- Francesco Bertolotti
- Giuseppe Biancheri
- Giulio Carlo Bianchi
- Pasquale Billi
- Felice Bobbio
- Teodorico Bonacci
- Giuseppe Bonajuto Paternò Castello
- Massimo Bonardi
- Adeodato Bonasi
- Adriano Boneschi
- Romualdo Bonfadini
- Ruggiero Bonghi
- Carlo Borgatta
- Carlo Borgnini
- Davide Borrelli
- Emanuele Borromeo
- Giovanni Battista Bosdari
- Paolo Boselli
- Enrico Bottini
- Giovanni Bovio
- Ascanio Branca
- Giuseppe Briganti Bellini
- Benedetto Brin
- Angelo Broccoli
- Attilio Brunialti
- Adolfo Brunicardi
- Augusto Bruschettini
- Pietro Bucceri Lanza
- Emilio Bufardeci
- Giuseppe Buonomo
- Carlo Buttini

## C
- Giovanni Cadolini
- Onorato Caetani di Sermoneta
- Pietro Antonio Cafiero
- Francesco Cagnola
- Benedetto Cairoli
- Galeazzo Calciati
- Clemente Caldesi
- Gaetano Calvi
- Tommaso Cambray Digny
- Emilio Campi
- Felice Napoleone Canevaro
- Luigi Canzi
- Pasquale Capilongo
- Antonio Capoduro
- Federico Capone
- Michele Capozzi
- Raffaele Cappelli
- Michele Carboni
- Fabio Carcani di Montaltino
- Paolo Carcano
- Antonio Cardarelli
- Pietro Carmine
- Giuseppe Carnazza Amari
- Carlo Carrelli
- Antonio Carrozzini
- Severino Casana
- Rinaldo Casati
- Francesco Castelli
- Alberto Castoldi
- Alfonso Caterini
- Adolfo Cavalieri
- Alberto Cavalletto
- Luigi Cavalli
- Filippo Cavallini
- Felice Cavallotti
- Antonio Cefaly
- Giuseppe Ceraolo Garofalo
- Carlo Cerruti
- Giuseppe Cerulli Irelli
- Luigi Chiala
- Felice Chiapusso
- Emidio Chiaradia
- Pietro Chiara
- Desiderato Chiaves
- Michele Chiesa
- Bonaventura Chigi Zondadari
- Bruno Chimirri
- Luigi Chinaglia
- Giacinto Cibrario
- Vittorio Cipelli
- Amilcare Cipriani
- Gino Cittadella Vigodarzere
- Bartolomeo Clementi
- Francesco Coccapieller
- Francesco Cocco Ortu
- Gaspare Cocozza di Montanara
- Giovanni Codronchi Argeli
- Girolamo Coffari
- Federico Colajanni
- Giuseppe Colombo
- Maffeo Colonna Sciarra
- Onorato Comini
- Jacopo Comin
- Gennaro Compagna
- Carlo Compans Di Brichanteau
- Emilio Conti
- Michele Coppino
- Pasquale Cordopatri
- Salvatore Correale
- Raffaele Corsi
- Giovanni Corvetto
- Alessandro Costa
- Andrea Costa
- Settimio Costantini
- Secondo Cremonesi
- Francesco Crispi
- Francesco Cucchi
- Luigi Cucchi
- Simone Cuccia
- Enrico Curati
- Giorgio Curcio
- Giovanni Curioni
- Giovanni Curioni

## D
- Emanuele D'Adda
- Vincenzo D'Anna
- Antonio d'Arco
- Pietro d'Ayala Valva
- Abele Damiani
- Vincenzo De Bassecourt
- Vincenzo De Bernardis
- Vincenzo De Blasio Di Palizzi
- Luigi De Blasio
- Ippolito De Cristofaro
- Antonio De Dominicis
- Alfonso De Guzzis
- Antonio De Lieto
- Marcello De Mari
- Vincenzo De Nittis
- Pazzino De Pazzi
- Enrico De Renzi
- Francesco De Renzis
- Giuseppe De Riseis
- Giulio Alessandro De Rolland
- Errico De Seta
- Francesco De Seta
- Giuseppe De Simone
- Rocco de Zerbi
- Girolamo Del Balzo
- Giacomo Del Giudice
- Giovanni Della Rocca
- Francesco Della Valle
- Pietro Delvecchio
- Vincenzo Demaria
- Agostino Depretis
- Biagio Licata di Baucina
- Giovanni Di Belgioioso (Quarto)
- Gioacchino Di Belmonte (Granito)
- Scipione Di Blasio
- Giovanni Di Breganze
- Ernesto Di Broglio
- Paolo Beccadelli Bologna Acton di Camporeale
- Francesco Di Collobiano
- Luigi Di Gropello Tarino
- Giuseppe Di Lenna
- Donato Di Marzo
- Antonino Di Pisa
- Antonio Di Rudinì (Starrabba)
- Gennaro Di San Donato (Sambiase San Severino)
- Antonino Di San Giuliano Paternò Castello
- Benedetto di San Giuseppe
- Ugo di Sant'Onofrio del Castillo
- Luigi Diligenti
- Ulisse Dini
- Giuseppe Dobelli

## E
- Augusto Elia
- Vittorio Ellena
- Giuseppe Episcopo
- Paolo Ercole

## F
- Giuseppe Fabbricotti
- Nicolò Fabris
- Paolo Fabrizj
- Giovanni Facheris
- Achille Fagioli
- Eugenio Faina
- Nicola Falconi
- Giovanni Faldella
- Francesco Falsone
- Cesare Fani
- Luigi Emanuele Farina
- Nicola Farina
- Casimiro Favale
- Enrico Fazio
- Achille Fazzari
- Nicolò Ferracciu
- Ettore Ferrari
- Luigi Ferrari
- Carlo Francesco Ferraris
- Maggiorino Ferraris
- Enrico Ferri
- Felice Ferri
- Paolo Figlia
- Quirico Filopanti
- Ignazio Filì Astolfone
- Camillo Finocchiaro Aprile
- Vincenzo Flauti
- Filippo Florena
- Giovanni Florenzano
- Michelangelo Forcella
- Giuseppe Fornaciari
- Alessandro Fortis
- Giustino Fortunato
- Lorenzo Franceschini
- Leopoldo Franchetti
- Michele Francica
- Giuseppe Franzi
- Carlo Franzosini
- Secondo Frola
- Lodovico Fulci
- Catello Fusco

## G
- Aristide Gabelli
- Federico Gabelli
- Roberto Gaetani Di Laurenzana
- Lazzaro Gagliardo
- Tancredi Galimberti
- Roberto Galli
- Nicolò Gallo
- Giuseppe Gallotti
- Pietro Gamba
- Antonio Gandolfi
- Salvatore Gangitano
- Filippo Garavetti
- Felice Garelli
- Menotti Garibaldi
- Ricciotti Garibaldi
- Giovanni Gattelli
- Stefano Gatti-Casazza
- Francesco Genala
- Carlo Gentili
- Bonaventura Gerardi
- Giovanni Battista Enrico Geymet
- Gian Francesco Gherardini
- Pietro Ghiani Mameli
- Giovanni Giaconia
- Emilio Giampietro
- Bartolomeo Gianolio
- Emanuele Gianturco
- Francesco Giardina
- Carlo Ginori Lisci
- Giovanni Giolitti
- Giuseppe Giordano Apostoli
- Ernesto Giordano
- Edoardo Giovanelli
- Giuseppe Giovannini
- Giovanni Battista Giudici
- Giuseppe Giudici
- Vittorio Giudici
- Girolamo Giusso
- Carlo Gorio
- Michele Grassi Pasini
- Paolo Grassi
- Bernardino Grimaldi
- Federigo Grossi
- Antonio Guglielmi
- Andrea Guglielmini
- Francesco Guicciardini

## I
- Matteo Renato Imbriani Poerio
- Giuseppe Imperatrice
- Mariano Indelicato
- Luigi Indelli
- Pietro Inviti
- Francesco Isolani

## L
- Luigi La Porta
- Pietro Lacava
- Luigi Lagasi
- Primo Lagasi
- Enrico Laj
- Giuseppe Lanzara
- Alfonso Lazzarini
- Giuseppe Lazzaro
- Pietro Leali
- Mario Levanti
- Ulderico Levi
- Paolo Lioy
- Nicola Lo Re
- Augusto Lorenzini
- Pietro Loreta
- Francesco Lovito
- Piero Lucca
- Giovanni Lucchini
- Odoardo Luchini
- Luciano Luciani
- Alfonso Lucifero
- Cesare Lugli
- Guglielmo Lunghini
- Pietro Luporini
- Carlo Luzi
- Luigi Luzzatti

## M
- Antonio Maffi
- Giuseppe Magnati
- Achille Majocchi
- Galeazzo Giacomo Maria Maldini
- Carlo Maluta
- Pasquale Stanislao Mancini
- Lodovico Maranca Antinori
- Fortunato Marazzi
- Michele Marcatili
- Giuseppe Marchiori
- Giuseppe Marcora
- Alessandro Marin
- Filippo Mariotti
- Ruggero Mariotti
- Nicola Marselli
- Ferdinando Martini
- Giovanni Battista Martini
- Vincenzo Marzin
- Luigi Mascilli
- Vincenzo Massabò
- Francesco Paolo Materi
- Emilio Mattei
- Isacco Maurogonato Pesaro
- Augusto Mazzacorati
- Pietro Mazza
- Matteo Mazziotti
- Pietro Mazziotti
- Angelo Mazzoleni
- Francesco Meardi
- Isidoro Mel
- Antonio Mellusi
- Nicolò Melodia
- Massimiliano Menotti
- Giuseppe Mensio
- Giuseppe Merzario
- Carlo Meyer
- Luigi Alfonso Miceli
- Marco Minghetti
- Marco Miniscalchi Erizzo
- Domenico Minolfi Scovazzo
- Giuseppe Mirri
- Stanislao Mocenni
- Alessandro Modestino
- Alcibiade Moneta
- Cirillo Emiliano Monzani
- Giovanni Battista Morana
- Antonio Mordini
- Francesco Morelli
- Enrico Costantino Morin
- Carlo Morini
- Roberto Morra di Lavriano e della Montà
- Cesare Mosca
- Carlo Moscatelli di Castelvetere
- Luigi Musini
- Giuseppe Mussi

## N
- Giuseppe Nanni
- Luigi Napodano
- Alessandro Narducci
- Nunzio Nasi
- Ildebrando Nazzani
- Francesco Nicoletti
- Paolo Nicolosi
- Giovanni Nicotera
- Pietro Nocito
- Alessandro Novelli
- Adriano Novi Lena

## O
- Giovanni Oddone
- Baldassarre Odescalchi
- Giacinto Oliverio
- Francesco Orsini Baroni

## P
- Francesco Pace
- Vincenzo Pace
- Francesco Pais Serra
- Romualdo Palberti
- Alfonso Palitti
- Raffaele Palizzolo
- Giuseppe Palomba
- Carlo Italo Panattoni
- Beniamino Pandolfi Guttadauro
- Mario Panizza
- Edoardo Pantano
- Giuseppe Panunzio
- Angelo Papadopoli
- Ulisse Papa
- Gaetano Parisi Parisi
- Francesco Parona
- Celeste Paroncilli
- Salvatore Parpaglia
- Alessandro Pascolato
- Ernesto Pasquali
- Dionisio Passerini
- Carmelo Patamia
- Alessandro Paternostro
- Riccardo Pavesi
- Giuseppe Pavoncelli
- Giovanni Pavoni
- Enrico Amilcare Peirano
- Antonio Pelagatti
- Faustino Pellegri
- Antonio Pellegrini
- Giuseppe Pellegrino
- Luigi Girolamo Pelloux
- Narciso Feliciano Pelosini
- Francesco Penserini
- Napoleone Perelli
- Francesco Perroni Paladini
- Ubaldino Peruzzi
- Luigi Petriccione
- Gian Domenico Petroni
- Francesco Petronio
- Giulio Peyrot
- Leopoldo Piacentini
- Luigi Pianciani
- Vincenzo Picardi
- Rodolfo Pierotti
- Alfonso Pignatelli
- Pasquale Placido
- Giuseppe Plastino
- Achille Plebano
- Fabrizio Plutino
- Giovanni Antonio Poli
- Nicola Polvere
- Guido Pompilj
- Giorgio Pozzolini
- Giulio Prinetti di Merate
- Giuseppe Mario Puglia
- Vincenzo Pugliese Giannone
- Leopoldo Pullè

## Q
- Niccolò Quartieri
- Lucio Quattrocchi

## R
- Carlo Alberto Racchia
- Francesco Raffaele
- Edilio Raggio
- Carlo Randaccio
- Cesare Razzaboni
- Giuseppe Reale
- Agostino Ricci
- Giovanni Battista Riccio
- Vincenzo Ricci
- Cesare Ricotti Magnani
- Augusto Righi
- Antonio Rinaldi
- Pietro Rinaldi
- Enrico Riola
- Vincenzo Riolo
- Luigi Rizzardi
- Valentino Rizzo
- Marco Rocco
- Gerolamo Rolandi
- Leone Romanin Jacur
- Adelelmo Romano
- Giuseppe Romano
- Gian Bartolo Romeo
- Antonio Roncalli
- Pietro Rosano
- Gerolamo Rossi Martini
- Luigi Roux
- Francesco Rubichi
- Giulio Rubini
- Giuseppe Ruggi
- Emanuele Ruspoli

## S
- Gualtiero Sacchetti
- Ettore Sacchi
- Giuseppe Sacconi
- Aurelio Saffi
- Giuseppe Sagarriga Visconti
- Antonio Salandra
- Francesco Salaris
- Adolfo Sanguinetti
- Cesare Sanguinetti
- Severino Sani
- Achille Sannia
- Giovanni Santi
- Alberto Sanvitale
- Vincenzo Saporito
- Gennaro Sardi
- Medoro Savini
- Pietro Sbarbaro
- Crescenzio Scarselli
- Domenico Sciacca Della Scala
- Federico Seismit Doda
- Giovanni Battista Sella
- Tommaso Senise
- Ottavio Serena
- Tito Serra
- Vittorio Serra
- Francesco Angelo Siacci
- Evandro Sigismondi
- Giulio Silvestri
- Luigi Simeoni
- Andrea Sola Cabiati
- Giuseppe Solimbergo
- Giovanni Maria Solinas Apostoli
- Sidney Costantino Sonnino
- Tommaso Sorrentino
- Silvio Spaventa
- Giuseppe Speroni
- Francesco Spirito
- Francesco Saverio Sprovieri
- Alessio Suardo
- Celestino Summonte

## T
- Giovanni Tabacchi
- Diego Tajani
- Vittore Tasca
- Rinaldo Taverna
- Achille Tedeschi
- Luigi Tegas
- Giovanni Battista Tenani
- Ignazio Testasecca
- Tommaso Testa
- Filippo Teti
- Tommaso Tittoni
- Antonio Giovanni Toaldi
- Attilio Tomassi
- Corrado Tommasi Crudeli
- Nicola Tondi
- Leopoldo Torlonia
- Michele Torraca
- Filippo Torrigiani Guadagni
- Pietro Tortarolo
- Giuseppe Toscanelli
- Pietro Toscano
- Francesco Trinchera
- Pietro Paolo Trompeo
- Graziano Tubi
- Giorgio Turbiglio
- Sebastiano Turbiglio
- Giovanni Battista Turella
- Carlo Turi

## U
- Pasquale Umana
- Errico Ungaro

## V
- Giuseppe Vaccaj
- Pietro Vacchelli
- Angelo Valle
- Eugenio Valzania
- Alfonso Vastarini Cresi
- Carlo Vayra
- Attilio Velini
- Gino Vendemini
- Francesco Vendramini
- Carlo Vigna
- Giulio Vigoni
- Francesco Villani
- Enrico Villanova
- Tommaso Villa
- Alfonso Visocchi
- Francesco Saverio Vollaro
- Domenico Zainy Vigliena Montespin

## Z
- Giuseppe Zanardelli
- Cesare Zanolini
- Domenico Zeppa
- Francesco Zuccaro Floresta
- Giovanni Zucconi